# Brangas dydimaon
Espèce
Brangas dydimaon est un papillon de la famille des Lycaenidae, de la sous-famille des Theclinae et du genre Brangas.

## Dénomination
Brangas dydimaona a été décrit par Pieter Cramer en 1777 sous le nom de Papilio dydimaon;
Synonymes : Thecla dydimaon Hewitson, 1867 ; Atlides dydimaon ; Brown & Mielke, 1967.

### Nom vernaculaire
Brangas dydimaona se nomme Twin Brangas en anglais.

## Description
Brangas dydimaona est un petit papillon dont les pattes et les antennes sont annelées de noir et de blanc et qui possède deux fines queues, une courte et une longue à chaque aile postérieure.
Il est de couleur marron avec une partie basale rouge ornée de points blancs cernés de noir.

## Écologie et distribution
Brangas  dydimaona est présent en Colombie, en Bolivie, à Trinité-et-Tobago, au Brésil, au Surinam et en Guyane,,.

### Protection
Pas de statut de protection particulier.